# Tân Phú, Vĩnh Long
Tân Phú là một xã thuộc tỉnh Vĩnh Long, Việt Nam.

## Địa lý
Xã Tân Phú có vị trí địa lý:
- Phía đông giáp xã Phú Túc và Tiên Thủy.
- Phía nam giáp xã Chợ Lách và Vĩnh Thành, ranh giới là sông Hàm Luông
- Phía bắc giáp tỉnh Đồng Tháp, ranh giới là sông Mỹ Tho.

Xã Tân Phú có diện tích 51,93 km², dân số năm 2025 là 35.355 người, mật độ dân số đạt 680 người/km².

### Điều kiện tự nhiên
Nằm giữa 2 nhánh sông Tiền và sông Hàm Luông, đây là vùng đất trù phú, với nhiều loại trái cây như: Xoài Riêng, Mít và là vương quốc của chôm chôm, với giống chôm chôm nhản ngọt lịm. Cách Thành phố Hồ Chí Minh là 100 km về hướng Đông Nam.

## Lịch sử
Ngày 16 tháng 6 năm 2025, Ủy ban Thường vụ Quốc hội ban hành Nghị quyết số 1687/NQ-UBTVQH15 về việc sắp xếp các đơn vị hành chính cấp xã của tỉnh Vĩnh Long năm 2025. Theo đó, sắp xếp toàn bộ diện tích tự nhiên, quy mô dân số của các xã Tân Phú, Phú Đức và Tiên Long thành xã mới có tên gọi là xã Tân Phú.
Sau khi sáp nhập, xã Tân Phú có 51,93 km² diện tích tự nhiên và dân số 35.355 người.

## Hành chính
Xã Tân Phú được chia thành 8 ấp: Hàm Luông, Mỹ Phú, Phú Luông, Tân Bắc, Tân Đông, Tân Nam, Tân Qui, Tân Tây.